# Hans Hansen (1769-1828)
 Der er flere personer med dette navn, se Hans Hansen.
Hans Hansen (født 22. februar 1769 i Skelby på Sjælland, død 11. februar 1828 i København) var en dansk portrætmaler.

## Uddannelse
Hans Hansen var søn af Christian Hansen, volontør i krigskancelliet, senere gårdbestyrer, og Suzanna Christiane Flachebjerg. Kammerherre Carl Adolph von Plessen, Gunderslevholm, understøttede Hans Hansen økonomisk, så han efter sin konfirmation kom til København, hvor han gik på Kunstakademiet. Her vandt han i 1789 og 1791 henholdsvis den lille og den store sølvmedalje. I perioden 1793-97 rejste han rundt som portrætmaler på jyske og fynske herregårde. I 1797 modtog han igen støtte fra kammerherre Plessen i form af et 4-årigt rejselegat, der via Hamborg førte ham til Wien. 
Fra Fonden ad usus publicos modtog han støtte i årene 1803, 1804, 1805 og 1809. Efter ophold i Rom 1803-04, vendte han tilbage til Wien, og i 1805 vendte han hjem til København. Her blev han agreeret af Kunstakademiet i 1806 og medlem af samme i 1809. Hansen søgte uden held et professorat ved modelskolen, men fik dog en medlemsbolig på Charlottenborg i 1815. Han var lektor ved Kunstakademiet 1817-25, hvor han indtil 1822 underviste i matematik og perspektiv; herefter kun i matematik. I sine sidste år arbejdede han især på Frederiksborg Slot med at kopiere ældre portrætter.

## Stil som portrætmaler
Fra Hansens dagbøger fra 1790'erne ved man, at hans kunstneriske forbillede var Jens Juel, og det lader sig også se i hans billeder. Han var en meget søgt portrætmaler, men efter 1816 blev han i den henseende overskygget af Eckersberg, som var kommet hjem fra sin studierejse til Paris og Rom.
|  |  |  |  | Hans Hansens mest kendte malerier er dobbeltportrættet af Mozarts sønner Karl Thomas Mozart og Franz Xaver Wolfgang Mozart, der i dag hænger i Mozarts fødehjem i Salzburg, og portrættet af Constanze Mozart. Begge portrætter blev malet under opholdet i Wien omkring år 1800. |

Hansen malede også portrætter af kongefamilien, den danske adel og det dannede borgerskab herunder A.S. Ørsted.
Hans Hansen mødte sin kommende hustru Henriette Georgine Lie (født ca. 1778, formentlig i København) i hjemmet i Wien hos Constanze Mozart og dennes samlever og siden anden ægtemand, den danske diplomat Georg Nicolaus Nissen. Hans og Henriette blev gift den 27. februar 1803 i Wien. Parrets førstefødte, Constantin Hansen, blev opkaldt efter Constanze Mozart, der også stod fadder til ham. Constantin Hansen blev en af 1800-tallets mest kendte danske malere.
Hans Hansen og hans hustru døde af tyfus med 23 dages mellemrum. De er begravet på Garnisons Kirkegård.

## Portrætter
- Stiftamtmand Poul Rosenørn Gersdorff (1793, helfigur, Halsted Kloster)
- Henrik Johan de Leth (ca. 1793)
- Constance Henriette Steensen-Leth, født Fabritius de Tengnagel (ca. 1793)
- Admiral Frederik Christian Kaas (1725-1803) (1796, oljeportræt, ukendt eier), kopi af Jens Juel pastel (ref Hansens dagbog)
- Christiane Birgitte Kaas f. Juul, admiralens hustru nr 2 (1796, oljeportræt, i Bruun Rasmussen auktion mars 1998 med forkert navn), kopi af Jens Juel pastel (ref Hansens dagbog)
- Sophie H. A. Kaas, datter av admiral Kaas (1796, oljeportræt, i Bruun Rasmussen auktion mars 1998 med forkert navn), efterligning af Jens Juel pastel (ref Hansens dagbog)
- Eline Heger (1796, Teatermuseet i Hofteatret)
- Dobbeltportræt af Karl Thomas Mozart og Franz Xaver Wolfgang Mozart (1798)
- Constanze Mozart (1802)
- Lensgreve Christian Ditlev Frederik Reventlow (1804/05, Reventlow-Museet Pederstrup, forstørret kopi fra 1889 af Valdemar Kornerup på Det Nationalhistoriske Museum på Frederiksborg Slot)
- A.S. Ørsted (1806, Det Nationalhistoriske Museum på Frederiksborg Slot)
- C.A. Lorentzen og Nicolai Dajon (medlemsstykker 1809, Kunstakademiet)
- Abraham Kall (1813, Det Nationalhistoriske Museum på Frederiksborg Slot)
- Mette Marie Astrup (1813, Det Nationalhistoriske Museum på Frederiksborg Slot)
- Lensgreve Adam Gottlob Moltke (1821, posthumt)
- Lensgreve Adam Wilhelm Moltke (1823, Statens Museum for Kunst)
- Andreas Hallander (miniature, Statens Museum for Kunst)
- Fru Dannemand (Det Nationalhistoriske Museum på Frederiksborg Slot)
- Prinsesse Vilhelmine af Danmark som barn (Det Nationalhistoriske Museum på Frederiksborg Slot)
- Johannes Krieger (Det Nationalhistoriske Museum på Frederiksborg Slot)
- Biskop Friederich Münter (forhen Johan Hansens samling)
- Frederik VI (Københavns Museum)
- Gregers Wad (Det Nationalhistoriske Museum på Frederiksborg Slot, deponeret på Geologisk Museum)
- Christian III og Frederik V (Solennitetssalen på Sorø Akademi, begge kopier eller på grundlag af ældre billeder)
- Kopi af ældre portræt af Joachim Gersdorff (1800, Det Nationalhistoriske Museum på Frederiksborg Slot)
- Kunstnerens hustru
- Endvidere repræsenteret i De Danske Kongers Kronologiske Samling, Gisselfeld samt Kolding Museum

| - Portrætter af Hans Hansen - Dorthe Øllegaard Rosenkrantz, 1793 - Joachim Gersdorff, 1800 - Christian Ditlev Frederik Reventlow, 1804 - Justitsraad Carl Gottlob Rafn, før 1808 - Frederikke Dannemand, 1812 - Ove Ramel Sehested, 1815 - Absalon, beg. af 1800-tallet - Kunstnerens søn Constantin Hansen som dreng. Ml. 1804 og 1820 - Portræt af dreng med hunde. Ml. 1787 og 1828 - Portræt af pige med hund. Ml. 1787 og 1828 - Carl Wilhelm Jessen. Ml. 1787 og 1828 - Rubens' sønner. Ml. 1784 og 1827 - Frederik 6. i kroningsklæder, ukendt datering - Ove Ramel Sehested, ukendt datering - 1) Et par portrætter af to brødre i sorte jakker og hvide skjorter med flæsekraver, ukendt datering - 2) Et par portrætter af to brødre i sorte jakker og hvide skjorter med flæsekraver, ukendt datering |

## Andet
- Englen åbenbarer sig for Josef (kopi efter Anton Raphael Mengs, 1803, Statens Museum for Kunst)
- En stående Amor i et landskab (Statens Museum for Kunst)

## Skriftlige arbejder
- Betragtninger over de skjønne Kunsters Værd, 1827.
- Portrætmalerens Dagbog (udgivet af Julius Clausen og P.F. Rist i bind VI i serien Memoirer og Breve), 1907.